# Hat (Goldschmied I)
Hat war ein altägyptischer Goldschmied („Oberster der Goldschmiede“), der in der 18. Dynastie in Oberägypten tätig war.
Hat ist nur von einem Uschebti, einer Stellvertreterfigur des Hat, die für ihn im Jenseits arbeiten sollte, bekannt. Auf dem in Theben gefundenen Uschebti ist der Name des Hat als Inschrift erhalten. Ebenso ist sein Titel als „Oberster der Goldschmiede“ genannt. Es ist sehr wahrscheinlich, dass er auch in Theben beziehungsweise dessen Umgebung arbeitete. Das Uschebti gehört seit Januar 1829 zur Sammlung des Rijksmuseum van Oudheden in Leiden.
In etwa zur selben Zeit war ein zweiter Goldschmied gleichen Namens tätig.